# 게이아이 대학
게이아이 대학 (敬愛大学, Keiai Daigaku)은 일본 지바현 지바시 이나게구 내에 위치한 사립대학으로, 1966년 설립되었다. 이 대학이 설립되기 이전 창립시기는 1921년이며 현재 게이아이 대학은 부설 단기대학과 고등학교, 유치원을 가지고 있다. 목포대학교와 학술협정을 맺었다.